# 12796 Каменрайда
12796 Каменрайда (12796 Kamenrider) — астероїд головного поясу, відкритий 16 листопада 1995 року.
Тіссеранів параметр щодо Юпітера — 3,484.
Названо на честь японського фантастичного серіалу «Kamen Rider» (яп. 仮面ライダ — «Їздець у масці»), перший сезон якого вийшов у 1971 році.